# SK Yesilyurt 07
Sportverein Yeşilyurt Berlin e. V. foi uma agremiação esportiva alemã, fundada a 1 de janeiro de 1973, sediada no distrito de Wedding, em Berlim.

## História

SK Yesilyurt 07 Berlin

O clube tem suas origens a partir de uma agremiação futebolística etnicamente turca de lazer formada em 1973. Menos de dez anos depois, a associação se filiou à federação de Berlim e começou uma escalada com o rival Türkiyemspor Berlin, ambos os representantes da comunidade turca na capital alemã.
O clube passou os anos 1990 alternando entre a Berzirksliga Berlin (VII) e a Landesliga Berlim (VI), antes de ser promovido da Landesliga, em 2001, à Verbandsliga Berlin (V). Duas temporadas depois, conquistou o título e avançou para a Oberliga Nordost-Nord (IV).
O Yeşilyurt desfrutou sua temporada de maior sucesso, em 2001, quando conquistou a Copa do Atatürk, um torneio organizado para os clubes turcos na Alemanha, e depois emergiu como vencedor da competição Copa de Berlim, conhecida na época como Copa do Paul Rusch. Sua vitória na Copa Rusch o inseriu na rodada de abertura da DFB-Pokal, na qual foi eliminado na fase de abertura pelo placar de 4 a 2 pelo SC Freiburg, então partícipe da Bundesliga.
Em 16 de novembro de 2007, o clube retirou sua equipe da Oberliga para se fundir com o Berlin AK 07. Um novo clube, SK Yesilyurt 07, foi formado, competindo na Kreisliga C, Staffel 4 (XI), a camada mais baixa no sistema da liga Berlim, em 2008-2009. A equipe ficou na oitava colocação.

## Títulos
- Berzirksliga Berlin (VII): 1999;
- Landesliga Berlin (VI) Campeão: 2001;
- Verbandsliga Berlin (V) Campeão: 2003;